# Gemeinde Hajdina
Hajdina (deutsch: Haidin) ist eine Gemeinde (Občina) im Nordosten Sloweniens. Sie liegt in der historischen Landschaft Spodnja Štajerska (Untersteiermark) und in der statistischen Region Podravska. Der Sitz der Gemeindeverwaltung ist in der Ortschaft Zgornja Hajdina.

## Lage
Hajdina grenzt unmittelbar südwestlich an Ptuj und liegt rechtsseitig der Drau. Die Gemeinde befindet sich im flachen Dravsko polje (Draufeld) auf 232 m. ü. A. Außer der Drau und dem Kanal des Wasserkraftwerkes von Zlatoličje (slow.: Prekop HE Zlatoličje) gibt es keine nennenswerten Gewässer.

## Ortschaften
Die Gemeinde umfasst sieben Ortschaften. Die deutschen Exonyme in den Klammern wurden bis zum Abtreten des Gebietes an das Königreich der Serben, Kroaten und Slowenen im Jahr 1918 vorwiegend von der deutschsprachigen Bevölkerung verwendet und sind heutzutage größtenteils unüblich. 
- Draženci (Drasendorf)
- Gerečja vas (Gersdorf)
- Hajdoše (Siebendorf)
- Skorba, (Korb)
- Slovenja vas (Windischdorf)
- Spodnja Hajdina (Unterhaidin)
- Zgornja Hajdina (Oberhaidin)

## Nachbargemeinden
| Starše    | Ptuj                                        | Ptuj |
| Kidričevo | Kompassrose, die auf Nachbargemeinden zeigt | Ptuj |
| Videm     | Videm                                       | Ptuj |

## Geschichte
In Hajdina wurde eine der ersten Mithras-Kultstätten entdeckt (2. Jahrhundert).
Sehenswert sind neben römischen Ausgrabungsstätten (in Hajdina lag das alte Poetovio) die Pfarrkirche St. Martin mit einem der frühesten Sternrippengewölbe in Slowenien. 

## Verkehr
Hajdina liegt an der Bahnstrecke von Pragersko nach Ormož. Die Bahnhaltestelle "Hajdina" liegt auf dem Gemeindegebiet von Ptuj, ist aber vom Hauptort aus schnell zu erreichen. Der nächste Intercity-Bahnhof ist "Ptuj", etwa 4 km entfernt.
Außerdem verläuft die Autobahn A4 durch die Kommune. Die Dörfer im nördlichen Bereich werden durch die Anschlussstelle "Zlatoličje" erschlossen, zentraler gelegen ist "Hajdina".